# Roberto Jefferson
Roberto Jefferson, né le 14 juillet 1953 à Petrópolis, est un homme politique brésilien.
Il se présente à l'élection présidentielle brésilienne de 2022[Quoi ?].
En octobre 2022, lors de son interpellation pour ne pas avoir respecté son assignation à résidence, il blesse des policiers en lançant une grenade.